# Barrett Blade
Barrett Blade (California, 11 de agosto de 1973) es un actor y director pornográfico. Barrett estaba casado con la también actriz porno Kirsten Price desde el 9 de octubre de 2004, pero la pareja se divorció.

## Dial 7
Barrett fue un escritor de música y ex bajista de la banda Dial 7. La banda tenía un contrato con Warner Bros Records.

## Carrera porno
Barrett se unió a la industria de la pornografía en 1998, con su entonces novia y estrella de películas para adultos, Devon, que hizo algunas escenas con él. Después de separarse de Devon, buscó trabajo y continuamente le ofrecían un puesto dentro de la industria de la pornografía a través de los directores. Él afirmó que no tenía interés en la industria inicialmente. Más tarde, se decidió a hacer algo de dirigir, mientras que al mismo tiempo trabajar frente a las cámaras. Por ejemplo, actuó en el Sex House.

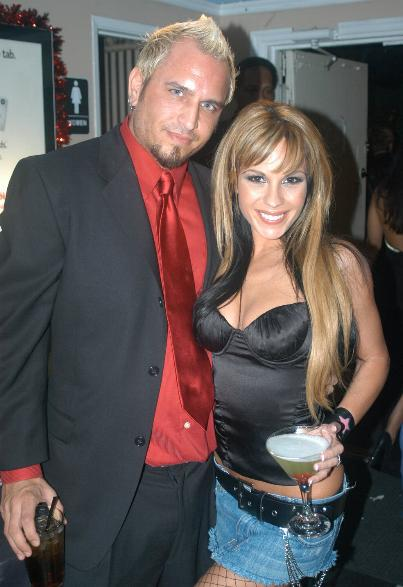
Barret con Kirsten Price.

## Premios y nominaciones
- 2004 Premio AVN - nominado – Mejor Actor en un Video
- 2004 Premio AVN - nominado – Mejor Macho recién llegado[4]
- 2005 Premio AVN - ganador– Mejor Escena de Sexo en Trio (Video) - (Relatos Eróticos: los Amantes Y los Tramposos)[5]
- 2007 Premio AVN - nominado – Mejor Escena de Sexo de Acoplamiento en una Película[6]
- 2008 Premio AVN - ganador - Mejor Actor de reparto (Video) – Coming Home[7]
- 2009 AVN Award - nominado – Mejor Actor –The Wicked[8]
- 2013 Salón de la Fama de NightMoves[9]
- 2014 Salón de la Fama de AVN[10]